# Eric Kendricks

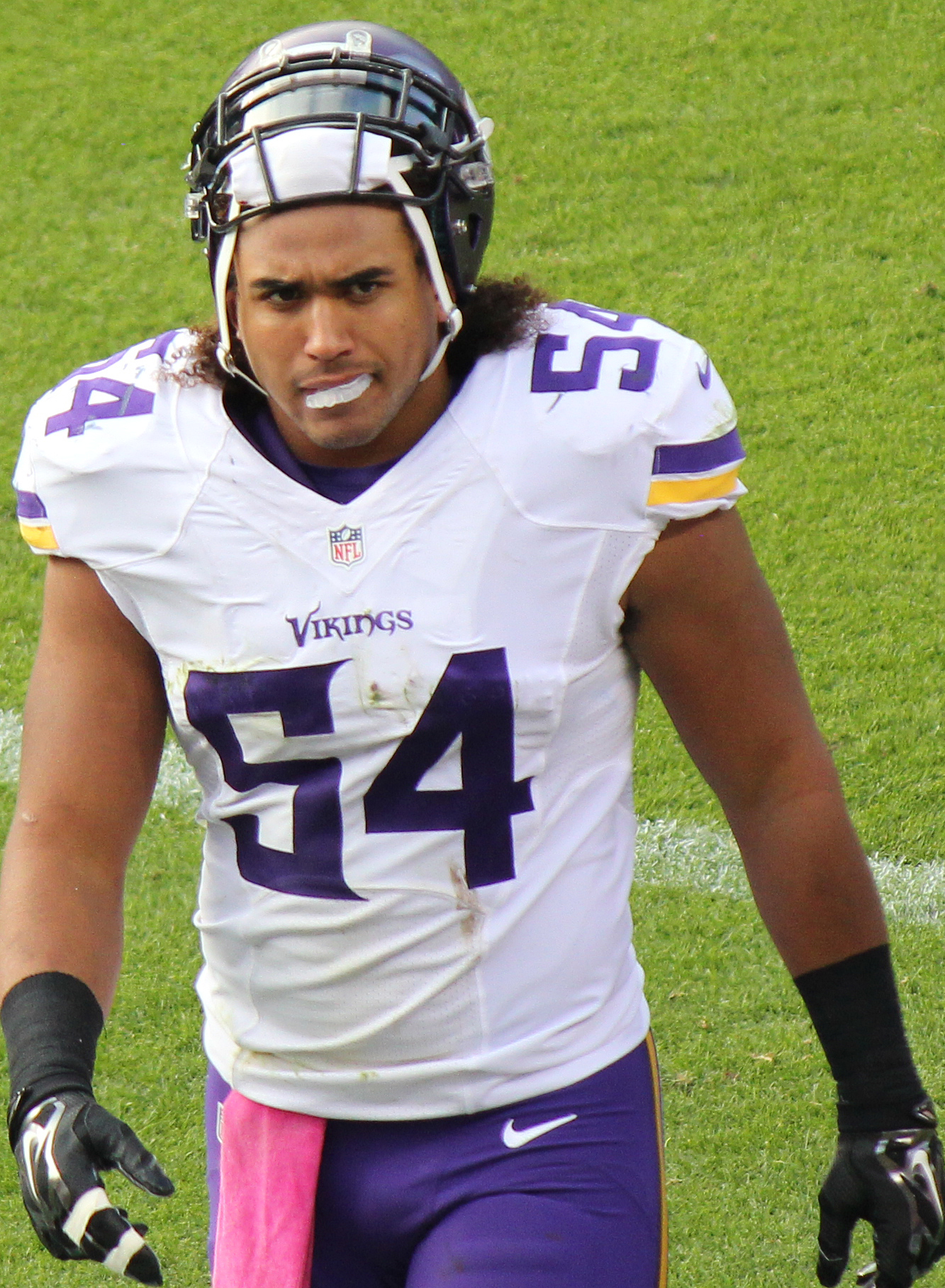
Eric Kendricks 2015.

Eric-Nathan Kendricks, född 29 februari 1992 i Clovis i Kalifornien, är en amerikansk utövare av amerikansk fotboll (linebacker) som spelar för Minnesota Vikings i NFL sedan 2015. Kendricks spelade collegefotboll för UCLA Bruins och han draftades 2015 av Minnesota Vikings i andra omgången.